# 旭日全球
旭日全球（日语：サンライズアース），是日本現役純種競賽馬匹。目前主要勝場有2025年阪神大賞典。

## 出賽前
2021年2月6日出生於北海道安平町北部牧場，成長途中被馬主松岡隆雄旗下公司Life House Co. Ltd.購入，其後交由栗東訓練中心練馬師石坂公一訓練。

## 競賽生涯

### 2歲
2023年10月22日出戰京都競馬場2歲新馬戰，比賽初段隨即搶佔領放位置，在比賽途中保持較慢的步速下在直路仍然可以運用餘力帶離對手，最終以3/4馬位取得首勝。
其後原定以希望錦標作為目標，但於賽前左前腳被碎石挫傷下避戰退賽。

### 3歲
2024年在年初出戰堇錦標，比賽初段雖然處於最後方的位置，但於通過第二彎道進入對面直路後，其迅速嚮應騎師杜滿萊的指揮變奏上前，在中後段奪得先機。進入直路後，其仍然於前方位置展現不俗的加速度，最終以1 1/2馬位優勢擊敗六月豪取奪冠。
4月14日直接出戰皋月賞，比賽途中一直處於中團靠後的位置，但在直路上未能順利提速上前，最終以第十二大敗。
其後選擇以東京優駿（日本打吡）作為目標，由於主戰騎師杜滿萊選擇策騎宇宙雨林，因而交由池添謙一執繮。比賽開始後，其因起步不佳而需要最後方位置穩步推進，但進入對面直路中段時，騎師池添認為慢步速對其不利，因而抽出外檔控制其上前，在第四彎道前經已取得領先。進入直路後，其嘗試於所在位置展開加速堅守領先的優勢，但最終仍然被野田分位、駿天潮城及真命新帝超越，以第四的戰績完賽。
進入秋季後原定以神戶新聞盃作為起動戰，但在狀態不佳下陣營決定安排其避戰放草，於下半年未有出戰任何賽事。

### 4歲
進入2025年，其在年初以日經新春盃作為首戰，但大幅失速下以第十六大敗。
2月8日出戰三捷馬戰早春錦標，本次比賽仍然選擇於前方第二的位置推進，在直路上雖然成功超越失速的領放馬Reflect the Moon取得領先，但其後被洪鐘聲威壓制下以第二落敗。
3月23日越級挑戰阪神大賞典，比賽初段以優秀的反應搶前並進行領放，途中做出較為緩慢的步速以減少體力消耗。通過第二圈第三彎道時，其被稍為發力上前的Makoto Velikij超越，但在直路上重新加速並轟出優秀的末腳速度，不但反超對手奪得連勝，最終更以6馬位的優勢取得首個分級賽冠軍，亦為其父系金之霸首匹勝出分級賽的子嗣。
其後乘勢挑戰春季天皇賞，出閘後選擇上前進佔先頭位置，但在第一次通過直路時銜鐵跌落，導致其有稍微搶口的情況出現。進入對面直路中段時，其開始接受騎師池添的指揮加速上前，保持在領先的Meiner Emperor後方位置。進入直路後，其嘗試加速以透出並維持走勢，但最終仍然被拯救者、帝國夢及湘南極點超越，以第四的戰績完賽。

### 詳細賽績
| 日期       | 舉辦國家 | 馬場 | 距離   | 級別 | 賽事名稱   | 負重 | 騎師     | 馬號 | 出馬 | 名次 | 時間   | 頭馬（二馬）       |
| ---------- | -------- | ---- | ------ | ---- | ---------- | ---- | -------- | ---- | ---- | ---- | ------ | ------------------ |
| 22/10/2023 | 日本     | 京都 | 草2000 |      | 2歲新馬    | 56   | 杜滿萊   | 8    | 8    | 1    | 2:01.4 | （Wismar）         |
| 28/12/2023 | 日本     | 中山 | 草2000 | GI   | 希望錦標   | 56   | 杜滿萊   | 17   | 16   | 退賽 | 退賽   | 蕾麗宮             |
| 24/2/2024  | 日本     | 阪神 | 草2200 | L    | 堇錦標     | 57   | 杜滿萊   | 9    | 10   | 1    | 2:12.0 | （六月豪取）       |
| 14/4/2024  | 日本     | 中山 | 草2000 | GI   | 皋月賞     | 57   | 杜滿萊   | 15   | 17   | 12   | 1:58.5 | 駿天潮城           |
| 26/5/2024  | 日本     | 東京 | 草2400 | GI   | 東京優駿   | 57   | 池添謙一 | 1    | 17   | 4    | 2:25.0 | 野田分位           |
| 19/1/2025  | 日本     | 中京 | 草2200 | GII  | 日經新春盃 | 56   | 池添謙一 | 11   | 16   | 16   | 2:14.0 | 君王之王           |
| 8/2/2025   | 日本     | 東京 | 草2400 |      | 早春錦標   | 58   | 菅原明良 | 12   | 14   | 2    | 2:25.2 | 洪鐘聲威           |
| 23/3/2025  | 日本     | 阪神 | 草3000 | GII  | 阪神大賞典 | 56   | 池添謙一 | 9    | 11   | 1    | 3:03.3 | （Makoto Velikij） |
| 5/5/2025   | 日本     | 京都 | 草3200 | GI   | 春季天皇賞 | 58   | 池添謙一 | 5    | 15   | 4    | 3:14.8 | 拯救者             |

## 血統簡介
父系金之霸為日本賽駒，生涯戰績優秀，曾勝出一級賽東京優駿（日本打吡）及秋季天皇賞。祖父夏威夷王爲日本賽駒，生涯戰績極爲優秀，僅得一戰未能獲勝，曾勝出一級賽NHK一哩賽及東京優駿，爲日本史上首匹贏得變則二冠的賽駒。
母系Chant de l'Ange為日本賽駒，生涯五戰全敗。外祖父曼城茶座爲日本賽駒，生涯於長距離賽事有良好表現，包括勝出菊花賞、有馬紀念及春季天皇賞等長距離賽事。

### 血統表
| 父線：金滿寶系（淘金者系）                         |                          |               |                  |
| 種馬 金之霸 2014年（棗色）                         | 夏威夷王 2001年（棗色）  | 金滿寶        | 淘金者           |
| 種馬 金之霸 2014年（棗色）                         | 夏威夷王 2001年（棗色）  | 金滿寶        | Miesque          |
| 種馬 金之霸 2014年（棗色）                         | 夏威夷王 2001年（棗色）  | Manfath       | 最後大官         |
| 種馬 金之霸 2014年（棗色）                         | 夏威夷王 2001年（棗色）  | Manfath       | Pilot Bird       |
| 種馬 金之霸 2014年（棗色）                         | La Dorada 2006年（棕色） | 吉兆          | Kris S.          |
| 種馬 金之霸 2014年（棗色）                         | La Dorada 2006年（棕色） | 吉兆          | Tee Kay          |
| 種馬 金之霸 2014年（棗色）                         | La Dorada 2006年（棕色） | Lady Blon     | Seeking the Gold |
| 種馬 金之霸 2014年（棗色）                         | La Dorada 2006年（棕色） | Lady Blon     | 風中秀髮         |
| 繁殖雌馬 Chant de l'Ange 2013年（棕色）            | 曼城茶座 1998年（棕色）  | 週日寧靜      | Halo             |
| 繁殖雌馬 Chant de l'Ange 2013年（棕色）            | 曼城茶座 1998年（棕色）  | 週日寧靜      | Wishing Well     |
| 繁殖雌馬 Chant de l'Ange 2013年（棕色）            | 曼城茶座 1998年（棕色）  | Subtle Change | Law Society      |
| 繁殖雌馬 Chant de l'Ange 2013年（棕色）            | 曼城茶座 1998年（棕色）  | Subtle Change | Santa Luciana    |
| 繁殖雌馬 Chant de l'Ange 2013年（棕色）            | Halwa Song 1996（栗色）  | 雷利耶夫      | 北地舞人         |
| 繁殖雌馬 Chant de l'Ange 2013年（棕色）            | Halwa Song 1996（栗色）  | 雷利耶夫      | Special          |
| 繁殖雌馬 Chant de l'Ange 2013年（棕色）            | Halwa Song 1996（栗色）  | Morn of Song  | 害羞新郎         |
| 繁殖雌馬 Chant de l'Ange 2013年（棕色）            | Halwa Song 1996（栗色）  | Morn of Song  | Glorious Song    |
| 雌系：Glorious Song系（號族：12-c）                |                          |               |                  |
| 五代內近親交配：雷利耶夫 3×5、淘金者 4×5、Halo 4×5 |                          |               |                  |

## 命名由來
名字中，Sunrise（サンライズ）為馬主松岡隆雄和Life House Co. Ltd.之冠名，意思為「日出」，香港以「旭日」作為翻譯；Earth（アース）意思為「地球」，香港則將地球的意思進一步延伸，翻譯為「全球」。

## 外部連結
- 旭日全球 netkeiba.com （页面存档备份，存于）
- 血統表